# 2825 Crosby
A 2825 Crosby (ideiglenes jelöléssel 1938 SD1) a Naprendszer kisbolygóövében található aszteroida. Cyril V. Jackson fedezte fel 1938. szeptember 19-én.